# Список управлений гражданской авиации Министерства гражданской авиации СССР
Управления гражданской авиации (УГА) — территориальные эксплуатационные подразделения МГА СССР. На управления распространялось положение о социалистическом государственном производственном предприятии. В управления входили государственные эксплуатационные авиапредприятия как дочерние, которые могли быть: Объединенными Авиационными Отрядами (ОАО), Объединёнными Авиационными Эскадрильями (ОАЭ), Производственными Отрядами (ПО), Авиационными Эскадрильями (АЭ), Авиационными Звеньями (АЗ) либо Аэропортами. Аэропорты могли быть как структурное подразделение в составе объединенного авиаотряда.
До УГА существовали Территориальные Управления Гражданским Воздушным Флотом (ТУГВФ), которые были организованы после Великой Отечественной войны. УГА были образованы 27.07.1964 года с созданием центрального Министерства ГА (МГА) СССР Указом Президиума ВС СССР №2729-VI из Главного управления гражданского воздушного флота (ГУГВФ) при Совете министров СССР. См. стр.31 из книги Липин А.В. Штурманская служба гражданской авиации от взлета до посадки / СПб ГУГА.СПб., 2016.‒ 153 с. [1] (См. стр. Лагун, Леонид Демидович, Белавиа).
| РСФСР                                                            | |
| Архангельское УГА                                                | 1-й Архангельский, Котласский, Нарьян-Марский, 2-й Архангельский, Лешуконский |
| Восточно-Сибирское УГА                                           | 1-й Иркутский, Читинский, Киренский, Братский, Бодайбинский, 2-й Иркутский, Нижнеудинский, Усть-Кутский, Улан-Удэнский |
| Дальневосточное УГА                                              | Владивостокский, 1-й Хабаровский, 2-й Хабаровский, Камчатское ПО, Сахалинское ПО, Благовещенский, Николаевский |
| Западно-Сибирское УГА                                            | Толмачёвский, Новосибирский, Кемеровский, Омский, Томский, Стрежевской, Колпашевский, Барнаульский, Новокузнецкий |
| Коми УГА                                                         | Ухтинский, Сыктывкарский, Воркутинский, Печорский |
| Красноярское УГА                                                 | 1-й Красноярский, Абаканский, Норильский, Ачинский, Туринский, Хатангский, Енисейский, Кежемский, 2-й Красноярский, Тувинский, Туруханский, Игаркский |
| Ленинградское УГА                                                | 1-й Ленинградский, Псковский, Вологодский, 2-й Ленинградский, Мурманский, Новгородский, Петрозаводский |
| Магаданское УГА                                                  | 1-й Магаданский, Анадырский, Сеймчанский, 2-й Магаданский, Билибинский, Чаунский, Шмидтовский |
| Московское Транспортное                                          | Домодедовское ПО ГА, Внуковское ПО ГА |
| Приволжское УГА                                                  | Саратовский, 1-й Куйбышевский, 1-й Казанский, Уфимский, Балаковский, Горьковский, Оренбургский, Чебоксарский, Ульяновский, Йошкар-Олинский, 2-й Казанский, 2-й Куйбышевский, Бугульминский, Пензенский, Саранский |
| Северо-Кавказское УГА                                            | Волгоградский, Астраханский, Ростовский, Минераловодское ПО, Грозненский, Ставропольский, Махачкалинский, Элистинский, 1-й Краснодарский, Адлерская ОАЭ, 2-й Краснодарский, Майкопский, Нальчикский, Пятигорский, Сальский, Шахтинский |
| Тюменское УГА                                                    | 1-й Тюменский, 2-й Тюменский, Салехардский, Сургутский, Урайский, Берёзовский, Мыс-Каменский, Надымский, Нефтеюганский, Нижневартовский, Ново-Уренгойский, Тазовский, Тарко-Салинский, Тобольский, Ханты-Мансийский |
| Уральское УГА                                                    | 1-й Пермский, 2-й Пермский, 1-й Свердловский, 2-й Свердловский, Кировский, Челябинский, Магнитогорский, Ижевский, Курганский |
| УГА Центральных районов                                          | Быковский, Воронежский, Тамбовский, Курский, Мячковский, Брянский, Орловский, Белгородский, Ивановский, Липецкий, Костромской, Владимирский, Калининский, Калужский, Рязанский, Смоленский, Тульский, Ярославский |
| Якутское УГА                                                     | Якутский, Нерюнгринский, Мирнинский, Колымо-Индигирский, Алданский, Нюрбинский, Багатайский, Жиганский, Зырянский, Маганский, Нижнеколымский, Тиксинский, Усть-Нерский |
| Украинская ССР                                                   | |
| Украинское УГА                                                   | Киевский, 1-й Одесский, 2-й Одесский, Бориспольский, Симферопольский, Львовский, Харьковский, Днепропетровский, Донецкий, Винницкий, Луганский (Ворошиловоградский), Ивано-Франковский, Житомирский, Заводской, Запорожский, Кировоградский, Николаевский, Полтавский, Ровенский, Сумской, Херсонский, Хмельницкий, Черкасский, Черниговский, Черновицкий, Ужгородский |
| Белорусская ССР                                                  | |
| Белорусское УГА                                                  | 1-й Минский, 2-й Минский, Гомельский, Калининградский, Брестский, Витебский, Гродненский, Могилёвский |
| Узбекская ССР                                                    | |
| Узбекское УГА                                                    | Ташкентский, Самаркандский, Бухарский, Каршинский, Кокандский, Наманганский, Нукусский, Сергелийский, Термезский, Ургенчский |
| Казахская ССР                                                    | |
| Казахское УГА                                                    | Алма-Атинский, Кустанайский, Петропавловский, Гурьевский, Карагандинский, Целиноградский, Усть-Каменогорский, Актюбинский, Аркалыкский, Бурундайский, Джезказганская ОАЭ, Джамбульский, Кзыл-Ординский, Кокчетавский, Мангашлыкский, Семипалатинский, Павлодарский, Талдыкурганский, Уральский, Чимкентский                                                            |
| Грузинская ССР                                                   | |
| Грузинское УГА                                                   | Тбилисский, Кутаисский, Сухумский |
| Азербайджанская ССР                                              | |
| Азербайджанское УГА                                              | Бакинский, Евлахский, Забратский, Кировобадская ОАЭ |
| Литовская ССР                                                    | |
| Литовское УГА                                                    | Вильнюсский, Каунасский |
| Молдавская ССР                                                   | |
| Молдавское РПО ГА                                                | Кишинёвский, Бельцкий |
| Латвийская ССР                                                   | |
| Латвийское УГА                                                   | 1-й Рижский, 2-й Рижский |
| Киргизская ССР                                                   | |
| Киргизское УГА                                                   | Фрунзенский, Ошский, Пржевальская ОАЭ |
| Таджикская ССР                                                   | |
| Таджикское УГА                                                   | Душанбинский ОАО, Ленинабадский ОАО, Кулябская объединённая АЭ, Курган-Тюбинский ОАО, |
| Армянская ССР                                                    | |
| Армянское УГА                                                    | Ереванский, 2-й Ереванский, Ленинаканская ОАЭ |
| Туркменская ССР                                                  | |
| Туркменское УГА                                                  | Ашхабадский, Красноводский, Марыйская ООАЭ, Ташаузская ООАЭ, Чарджоусский |
| Эстонская ССР                                                    | |
| Эстонское УГА                                                    | Таллинский |
| Прочие управления и отряды                                       | |
| 235-й Отдельный Правительственный авиационный отряд              | |
| ГосНИИ ГА МГА                                                    | |
| Управление Полярной Авиации Главсевморпути (до 1970 года)        | Антарктический АО (с 1970 года) |
| Управление Учебных Заведений (УУЗ)                               | |
| Центральное Управление Международных Воздушных Сообщений (ЦУМВС) | - 216 ЛО (Ил-86), 210 ЛО (Ил-62), 63 ЛО (Ту-154); - Шереметьевское авиационно-техническое предприятие; - до 1988 года в составе данного эксплуатационного управления присутствовал коммерческий отдел, занимающийся организацией международных перевозок. |
| Международное коммерческое управление (МКУ ГА)                   | С 1988 года Управление занималось организацией международных перевозок, а также имело в своём составе представительства «Аэрофлота» за границей. |
| Международное коммерческое управление (МКУ ГА)                   | В июне 1991 было зарегистрировано ПКО «Аэрофлот — советские авиалинии», в которое вошли государственные социалистические предприятия: - МКУ ГА с входящими в его состав коммерческим отделом и международными представительствами - ЦУМВС с его летным составом и воздушными судами                                                                                    |

## Ссылка
- Аэрофлот - МГА СССР